# Býkovka
Býkovka (historicky i Bejkovka) je potok v okrese Blansko, pravý přítok Svitavy. Má délku 16,1 km a povodí o ploše 68,4 km².
Pramení v Kunčině Vsi a teče zhruba jihovýchodním až východním směrem přes Býkovice (odtud název), Černou Horu, Bořitov a Jestřebí. Na území Rájce se vlévá do Svitavy.

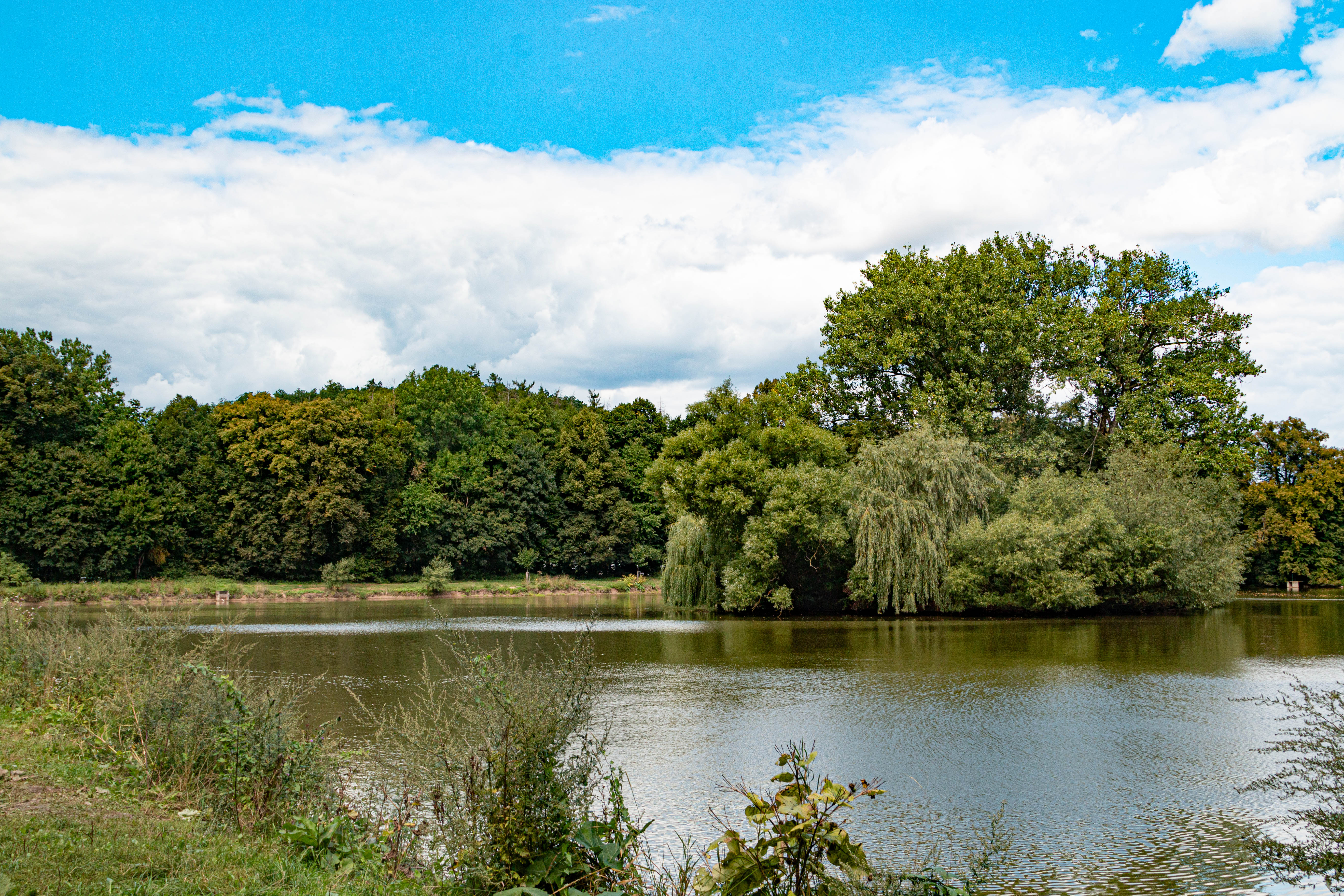
Oborský rybník

V Černé Hoře napájí náhonem Oborský rybník pod Zámeckým vrchem a níže přijímá zprava potok Žerotínku. V Bořitově se do ní zleva vlévá Lysický potok, její největší přítok.